# Игл Лејк (Висконсин)
Игл Лејк (енгл. Eagle Lake) насељено је место без административног статуса у америчкој савезној држави Висконсин.

## Демографија
По попису из 2010. године број становника је 1.192, што је 128 (-9,7%) становника мање него 2000. године.
| Група             | 2000.         | 2010.         |
| Белци             | 1.208 (91,5%) | 1.116 (93,6%) |
| Афроамериканци    | 5 (0,4%)      | 7 (0,6%)      |
| Азијати           | 14 (1,1%)     | 7 (0,6%)      |
| Хиспаноамериканци | 74 (5,6%)     | 52 (4,4%)     |
| Укупно            | 1.320         | 1.192         |